# Avià Evànder
Avià Evànder o Aviani Evànder (en llatí Avianus Evander o Avianius Evander) va ser un escultor i restaurador d'art d'origen grec, segurament nascut a Atenes, que vivia a Roma a la meitat del segle I aC.
Era amic de Ciceró que el menciona en les seves cartes. Sembla que va ser un llibert de Marc Emili Avià, del qual va prendre el cognomen.